# Casa Terradas
|  | «Casa de les Punxes» redirigeix aquí. Vegeu-ne altres significats a «Casa de les Punxes (desambiguació)». |

La Casa Terrades o de les Punxes és un edifici modernista situat als carrers del Rosselló, Bruc i l'avinguda Diagonal a l'Eixample de Barcelona, declarat bé cultural d'interès nacional. Fou projectat per Josep Puig i Cadafalch (1903-1905), gran coneixedor del gòtic europeu, que hi va utilitzar un llenguatge medievalitzant juntament amb motius populars, que fan que superi el caràcter purament historicista que altrament podria tenir.

## Història
Bartomeu Terradas i Mont (Figueres, 1846 - Barcelona, 1901) va ser un industrial tèxtil casat amb la sabadellenca Àngela Brutau, filla del també empresari tèxtil Bonaventura Brutau i Estop, amb qui va tenir quatre fills: Rosa, Bartomeu, Josepa i Àngela. El 1903, l'hereu Bartomeu Terrades i Brutau va encarregar a l'arquitecte Josep Puig i Cadafalch, amic de la família, el projecte d'una casa per a cada una de les seves germanes. Les tres propietàries van morir sense deixar descendència, i la propietat va passar a mans del seu germà i únic hereu.
L'any 1975 va ser declarat monument històric nacional. Quan el 1991, la Fundació La Caixa entrà com a accionista de Colonial, l'edifici passà a formar part de la cartera de la immobiliària amb un projecte de restauració integral a càrrec dels arquitectes Francesc Xavier Asarta i Albert Pla. Les obres es van allargar fins a l'any 2003, i van ser reconegudes durant l'any 2004 per l'Urban Land Institute Europe Excellence Award com una de les cinc millors intervencions en patrimoni europeu.

### Rehabilitació i obertura al públic
Després de la rehabilitació feta per l'arquitecte Jaume Falguera en un dels tres edificis, l'agost del 2016 s'hi va obrir un museu destinat a difondre l'obra i la figura de Puig i Cadafalch. Tanmateix, aquest va tancar el 2020, i des d'aleshores és un espai privat de cotreball i celebració d'esdeveniments.

## Arquitectura
Es tracta de tres edificis que formen un volum unitari, amb celoberts trapezials, ordenadors de l'interior. Exteriorment, és format per sis façanes articulades als angles per sis torres cilíndriques acabades en cuculles, el més gran amb una llanterna.
Tret de la planta baixa, on pràcticament s'usà només la pedra, la resta de l'edifici és de maó vist, amb detalls escultòrics de pedra (tribunes, emmarcaments de balcons, pinacles, sanefes decoratives), cuculles de ceràmica vidriada i teulada de teula àrab. Hi destaquen també alguns treballs de forja i plafons de ceràmica de colors a la part superior d'alguns sectors de les façanes.
Les obertures de la planta baixa, un seguit d'arcs de mig punt, formen una galeria seguida, interrompuda en escasses ocasions per uns petits cossos -de maó vist-, sobre els quals sobresurten tres nivells superposats de tribunes.
La importància de la planta noble es fa palesa especialment a la façana de la Diagonal, on apareixen balcons (amb barana i altres de forja), les obertures de les quals reprodueixen models propis, no ja del gòtic sinó del renaixement. La resta d'obertures combinen la llinda, els arcs rebaixats i els arcs de mig punt. L'acabament de la torre principal és resolt amb barbacanes.
El coronament de les façanes, amb les teulades a dos vessants, no es tradueix, però, a l'interior, cobert per un terrat pla. Les torres angulars amb sengles cuculles contribueixen a donar-li l'aspecte de castell nòrdic.

## Artesans

### Enric Monserdà
La intervenció d'Enric Monserdà i Vidal va ser molt important, i de fet, va instal·lar el seu estudi-taller en una de les cuculles. Els elements decoratius de pedra artificial que omplen la façana són dissenys seus, també ho són els panells ceràmics de Sant Jordi, de l'àngel i de les roses i el disseny de les vidrieres i dels elements de ferro artificial. També va ser Monserdà el dissenyador de gran part del mobiliari per als pisos de la família Terradas, així com de l'oratori neogòtic de la casa, amb el seu bonic retaule. Malauradament, ja no se'n conserva el mobiliari.

### Alfons Jujol i Bach
Alfons Juyol i Bach (Barcelona, 1860-1917) va ser un escultor català especialista en la decoració d'elements arquitectònics. Va estudiar a la Llotja, on va ser distingit amb un premi de dibuix. Acabada la formació, juntament amb el seu germà Josep, al final d'abril de l'any 1900, va obrir un taller de pedra i escultura al carrer de Muntaner, 31 de Barcelona, anomenat Germans Juyol. En poc temps aquest obrador va adquirir un merescut prestigi. Va ser un artista versàtil que va col·laborar amb arquitectes, escultors, fonedors, forjadors i ebenistes.

### Taller Amigó
Eudald Ramon Amigó i Dou (Barcelona, 1818-1885), pintor de vidre, va ser un gran artista vidrier i va fer treballs importantíssims, i tenia el seu taller (Amigó Cia) al carrer de la Tapineria. Va col·laborar amb l'arquitecte Joan Martorell en la restauració dels vitralls gòtics de l'església de Santa Maria del Mar i l'edifici històric de la Universitat de Barcelona, entre molts altres treballs. A la Casa Terradas destaquen les vidrieres emplomades de les portes d'entrada de cada un dels tres edificis de pisos, amb el motiu vegetal de fulles i flors, executades amb vidre texturat i en diverses tonalitats cromàtiques.

### Manuel Ballarín i Lancuentra
Manuel Ballarín i Lancuentra va ser un dels principals artistes forjadors que treballaren durant l'època modernista. Va col·laborar amb els arquitectes catalans principals del moment. L'any 1900, Casa Ballarín va modernitzar i popularitzar el sector de la forja i va incorporar la producció mecanitzada de peces seriades, que es presentaven en un catàleg, i que van reduir molt el preu de venda.

## Galeria d'imatges

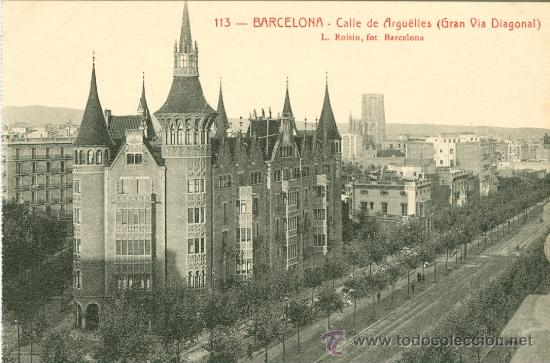
La Casa de les Punxes a principis del segle XX
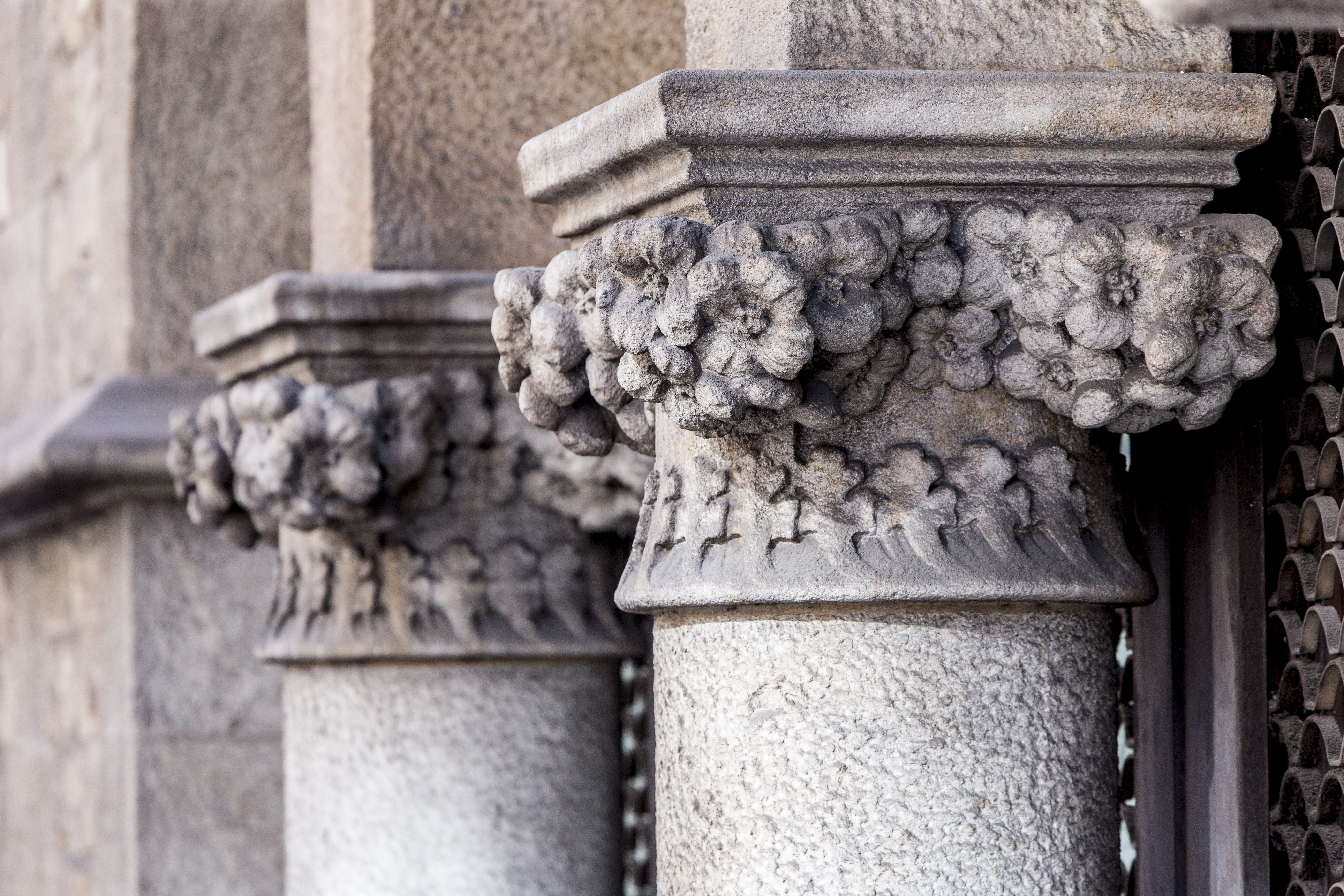
Ornamentació floral pedra
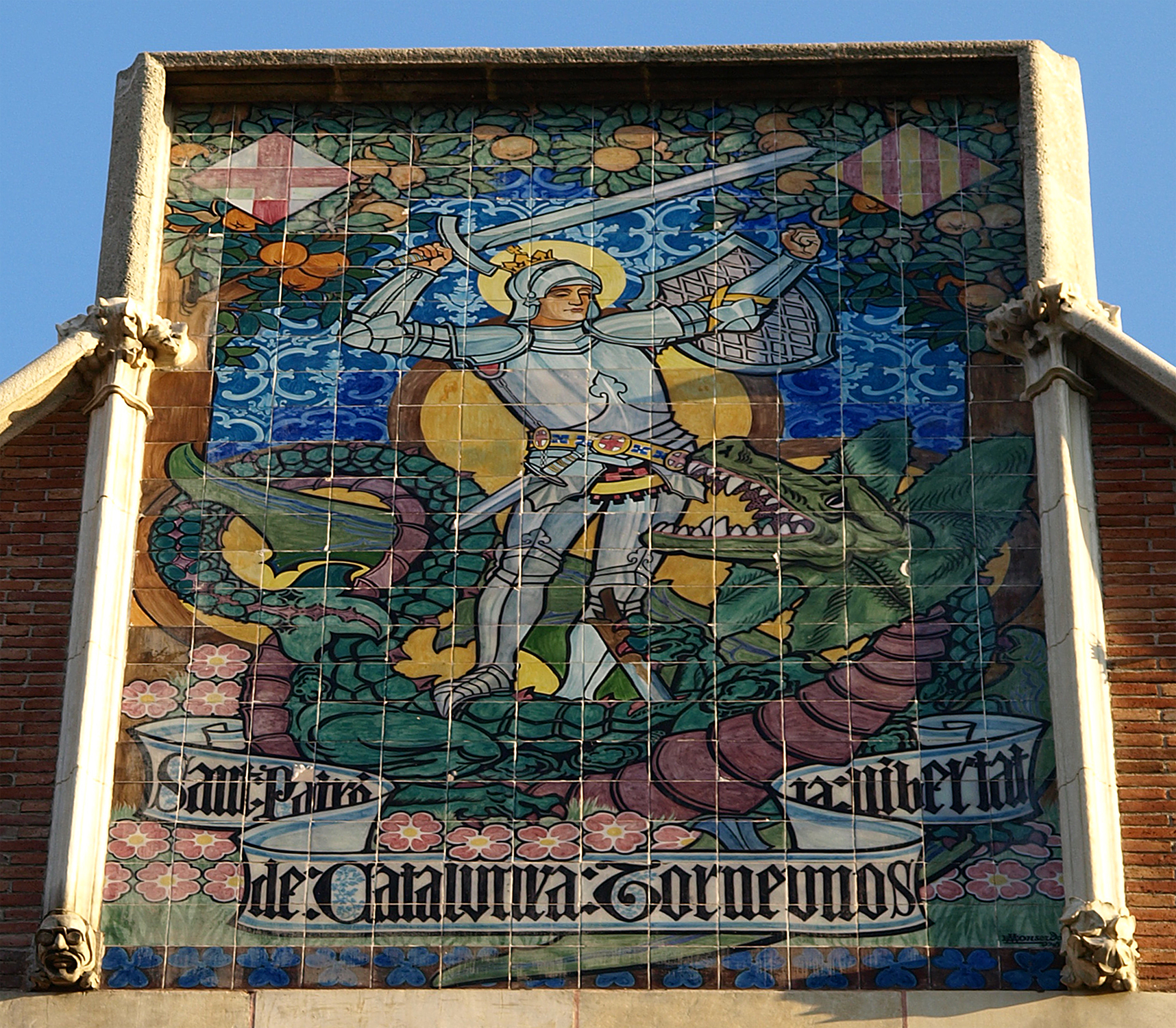
Mural de Sant Jordi
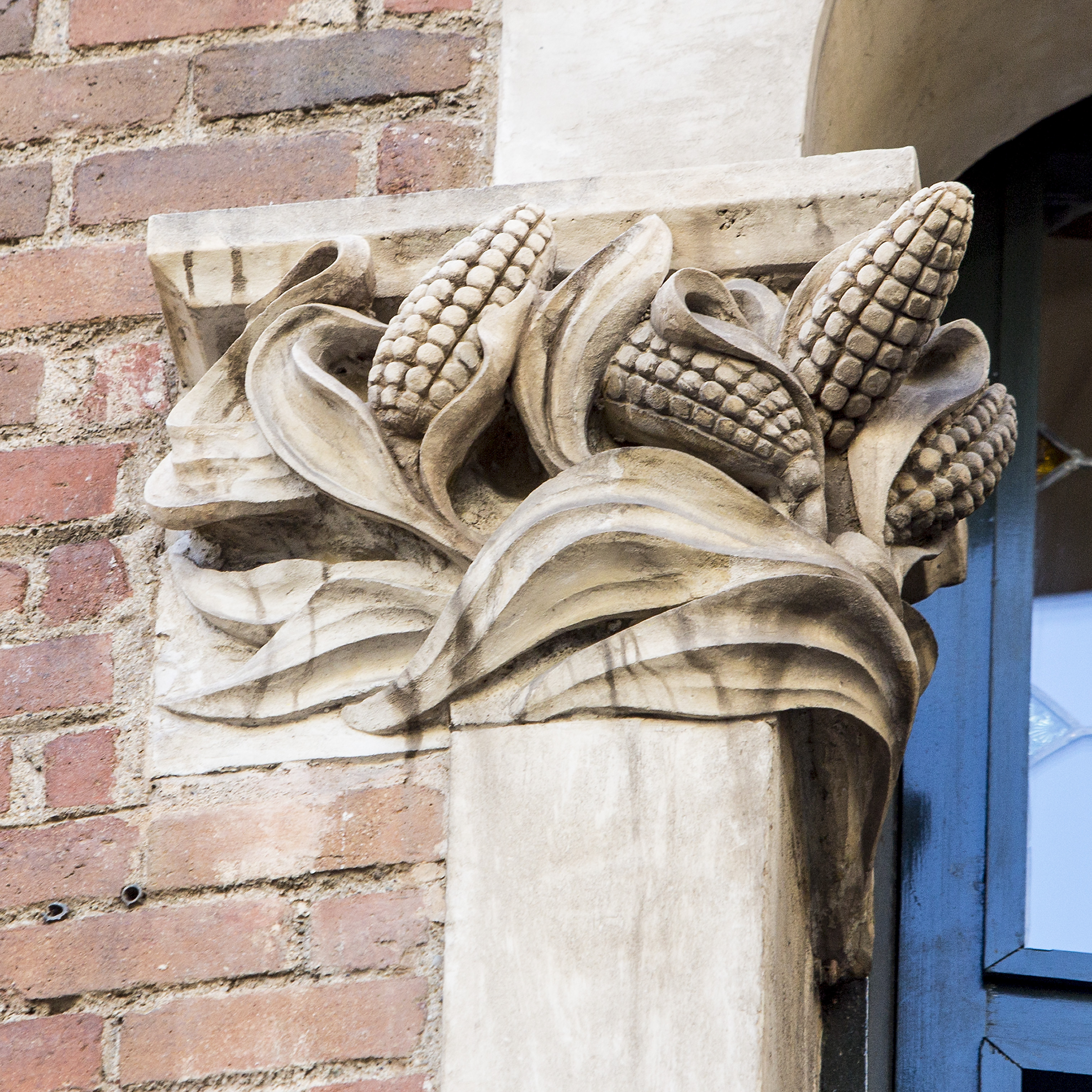
Ornamentació en pedra
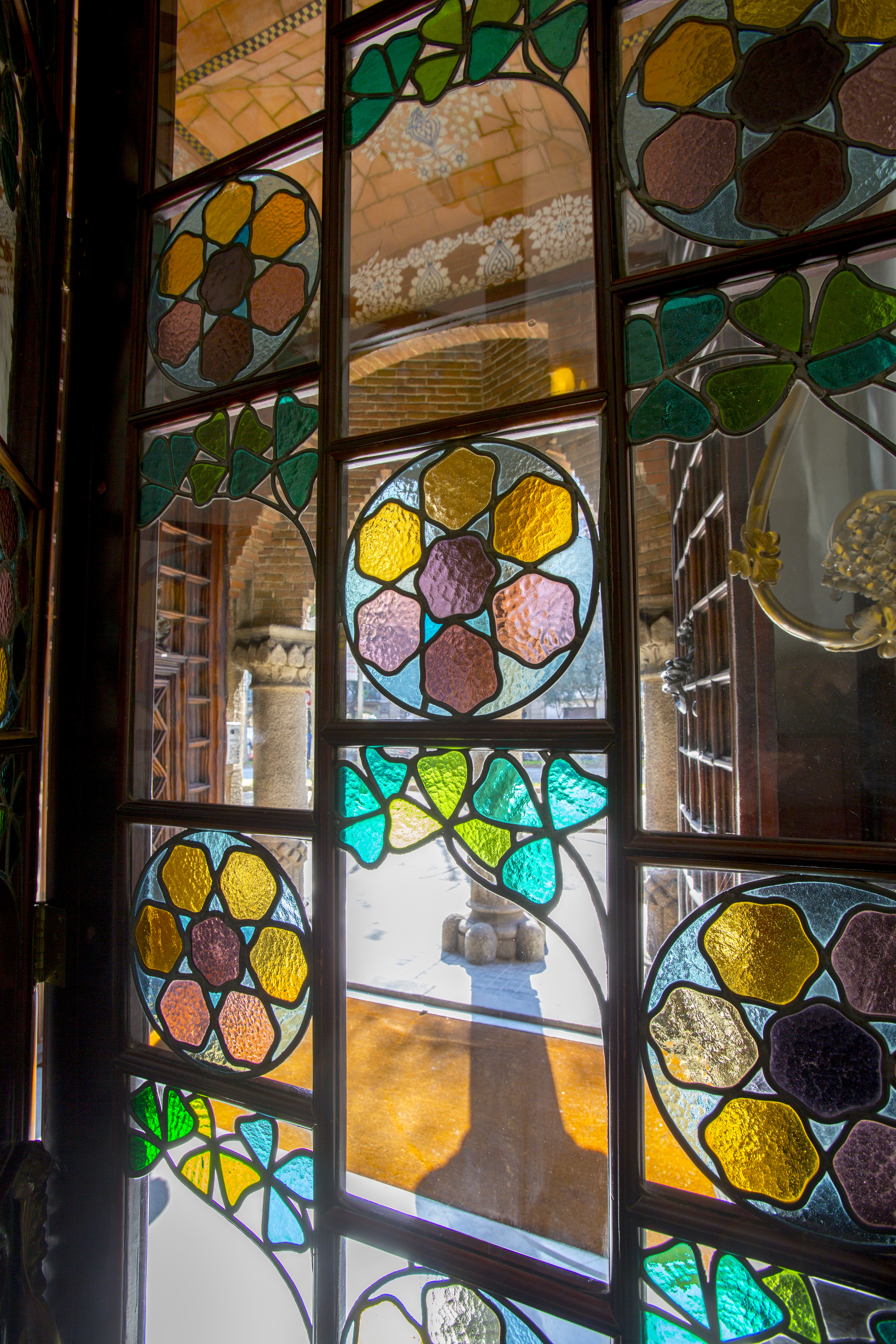
Vidriera